# Flagge Sansibars
Die Flagge Sansibars wurde am 10. Januar 2005 das erste Mal offiziell gehisst.

## Beschreibung
Die Flagge übernimmt die Farben der ehemaligen Volksrepublik Sansibar und Pemba, die sich 1964 mit Tanganjika zu Tansania vereinigte. Zu den drei horizontalen Streifen in Blau, Schwarz und Grün wurde in der Gösch die Nationalflagge Tansanias hinzugefügt. Fallengelassen wurde der weiße Streifen am Liek.

## Geschichte
Im Jahr 1698 eroberte der Imam von Maskat die Insel von den Portugiesen. 1832 wurde sie die Hauptstadt des Sultanats von Oman, zu dem sie bis zur Teilung des Sultanats 1860 gehörte. Das Sultanat verwendete traditionell eine rote Flagge. 1890 wurde Sansibar britisches Protektorat. Da Sansibar aber keine Kolonie wurde und der Verantwortung des britischen Außenministeriums unterstand, wurde nie eine britische Kolonialflagge nach Muster der Red Ensign eingeführt. Es gab aber ein Emblem der britischen Vertretung in Sansibar, das im Zentrum des Union Jack geführt wurde: Eine Dau mit roter Flagge am Heck, darüber die Krone des Empire.
Am 10. Dezember 1963 erhielt Sansibar als Sultanat seine Unabhängigkeit. Dessen Nationalflagge zeigte zwei goldene Gewürznelken auf einer grünen Scheibe auf rotem Grund. Am 17. Januar 1964 wurde der Sultan bereits gestürzt. Nur kurz verwendete man dann eine horizontale Trikolore in Schwarz, Gelb und Blau. Sie wurde schnell ersetzt durch eine blau-schwarz-grüne Trikolore, die zudem am Liek einen schmalen weißen Streifen hatte. Die Flagge leitet sich von jener der Afro-Shirazi Party ab, die auf der Trikolore (ohne weißem Streifen) zusätzlich im schwarzen Streifen eine goldene Hacke führte.
Die Volksrepublik Sansibar und Pemba verwendete diese Nationalflagge, bis sie in Tansania aufging. Danach hatte diese Flagge nur einen inoffiziellen Status, wurde aber zum Beispiel von Sportfans verwendet. Erst 2005 erhielt Sansibar wieder eine eigene Flagge als offizielles Symbol.

Sultanat Sansibar 19. Oktober 1856 bis 27. August 1896
Sultanat Sansibar 27. August 1896 bis 10. Dezember 1963
Sultanat Sansibar 10. Dezember 1963 bis 12. Januar 1964
2:3  Volksrepublik Sansibar und Pemba 12. Januar 1964 bis 29. Januar 1964
2:3  Volksrepublik Sansibar und Pemba 29. Januar 1964 bis 26. April 1964
Tansania seit 27. April 1964

## Pemba
Auf Pemba wurde am 18. Januar 1964 kurzzeitig eine eigene Volksrepublik ausgerufen, die eine rote Flagge mit den grünen Umrissen der Insel führte. Pemba vereinigte sich noch im Januar mit Sansibar.

Volksrepublik Pemba, 18. Januar und 7. April 1964